# Pyrgonota noditurris
Pyrgonota noditurris är en insektsart som beskrevs av William D. Funkhouser. Pyrgonota noditurris ingår i släktet Pyrgonota och familjen hornstritar. Inga underarter finns listade i Catalogue of Life.